# Ctenus pauper
Ctenus pauper este o specie de păianjeni din genul Ctenus, familia Ctenidae, descrisă de Mello-leitão, 1947. Conform Catalogue of Life specia Ctenus pauper nu are subspecii cunoscute.